# Chaley
Chaley ist eine französische Gemeinde im Département Ain in der Region Auvergne-Rhône-Alpes. Sie gehört zum Kanton Plateau d’Hauteville im Arrondissement Belley.

## Lage
Die Gemeinde Chaley liegt im südlichen Jura an der Albarine, 36 Kilometer nordwestlich von Belley. Sie grenzt im Norden und im Osten an die Gemeinde Plateau d’Hauteville, im Süden an Tenay und im Westen an Évosges.

## Bevölkerungsentwicklung
| Jahr                       | 1962 | 1968 | 1975 | 1982 | 1990 | 1999 | 2006 | 2012 | 2020 |
| Einwohner                  | 276  | 278  | 171  | 106  | 107  | 106  | 118  | 140  | 122  |
| Quellen: Cassini und INSEE |      |      |      |      |      |      |      |      |      |

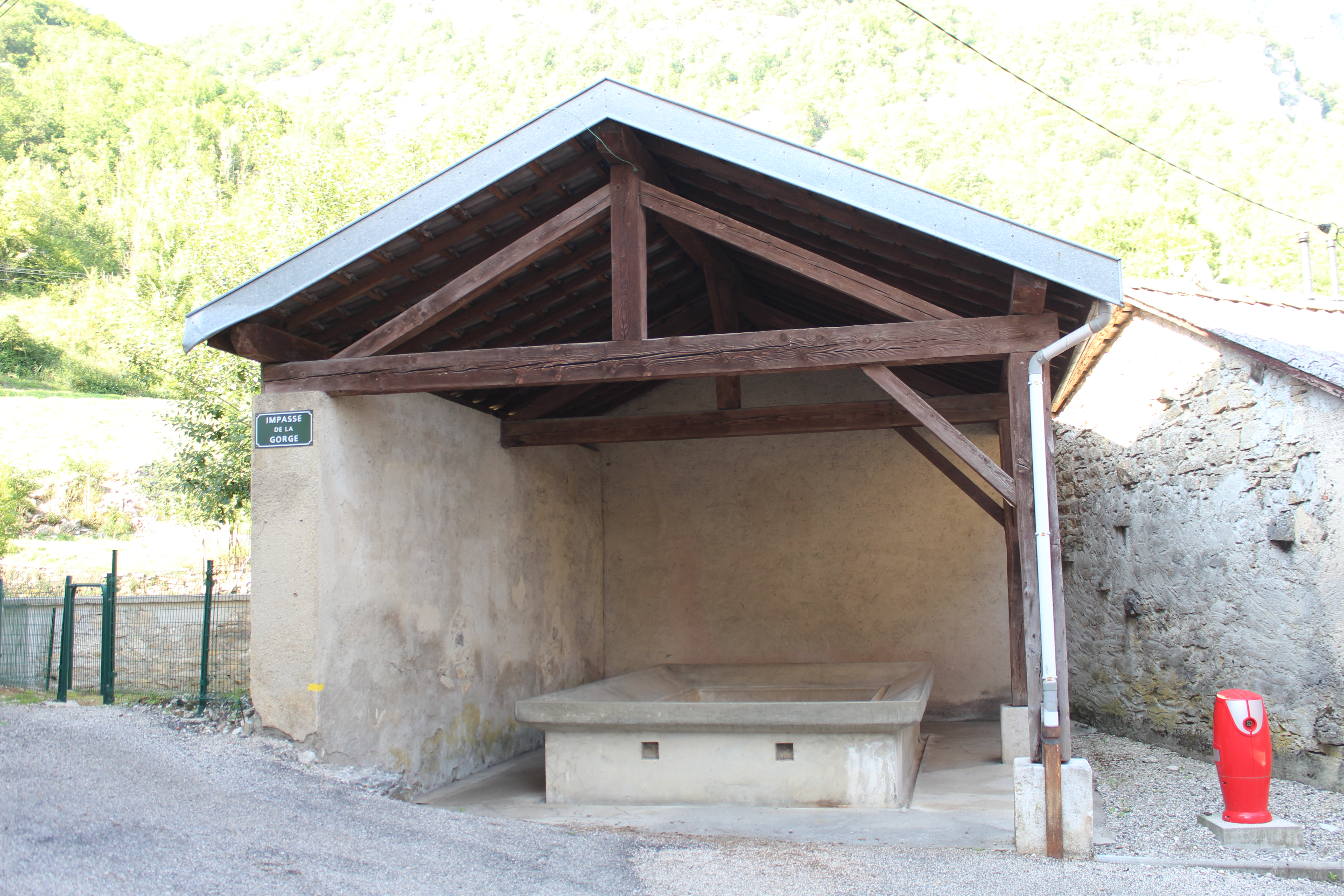
Lavoir in der Impasse Gorge
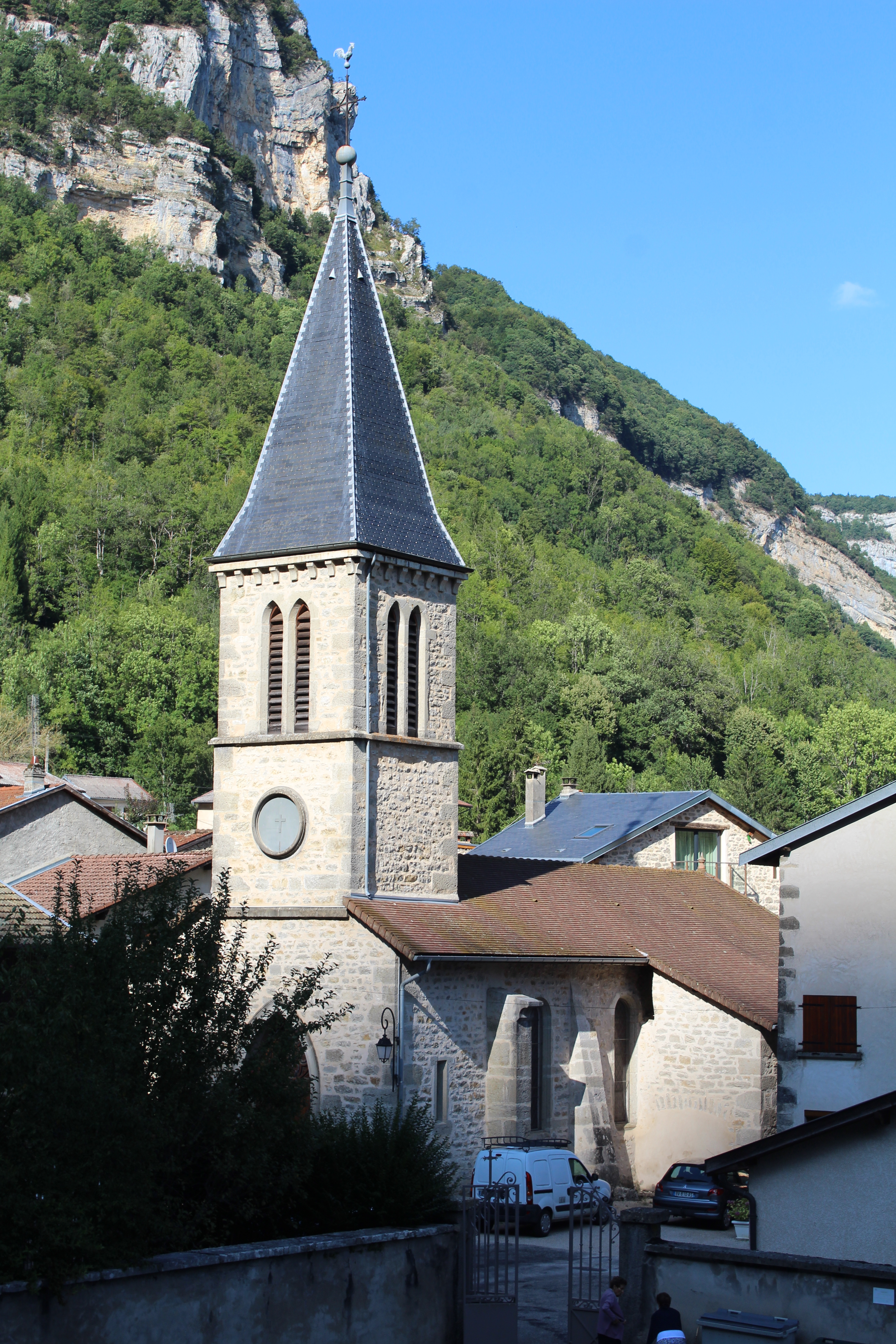
Himmelfahrts-Kirche in Chaley
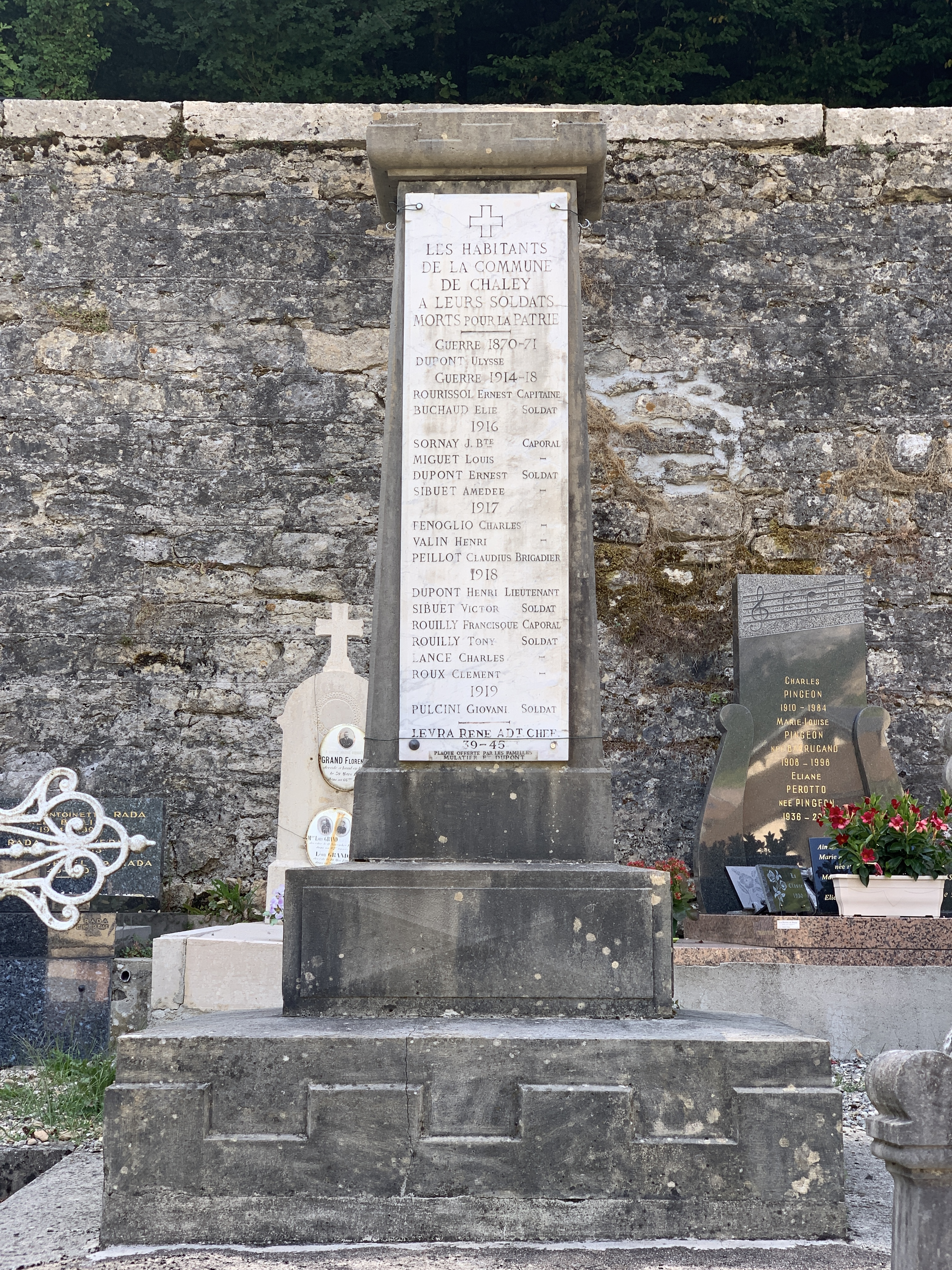
Gefallenendenkmal